# Беззубка Вуда
Беззубка Вуда или вудова беззубка или кунаширия синанодонтоподобная (лат. Sinanodonta woodiana) — азиатский пресноводный двустворчатый моллюск из семейства унионид. Местообитание — Восточная Азия: бассейны рек Янцзы и Амур, юг Приморья, водоёмы Кореи и Японии, Таиланда, Камбоджи и других стран. Описан Исааком Леа в 1834 году по образцу из китайского города Кантон, провинция Гуандун как Symphynota woodiana. Успешно интродуцирован в водоёмах 19 стран Европы в 1980-х годах с территории Румынии и Венгрии, на восток до устья Дуная, на западе — до Испании, на севере до Дании и Швеции. Также во второй половине XX века интродуцирован в Центральной Азии, Индонезии, в Коста-Рике и Доминиканской Республике. Вид занесён в Красную книгу Приморского края, в Красную книгу Сахалинской области и в Красную книгу Российской Федерации.
Таксономический статус рода Sinanodonta и вида Sinanodonta woodiana проблематичен. Ряд российских малакологов не указывают этот вид для водоёмов российского Дальнего Востока. Ряд зарубежных малакологов всех представителей рода Sinanodonta, в том числе 7 компараторных видов, обитающих на территории российского Дальнего Востока, объединяют в один общий вид Sinanodonta woodiana. Даниел Граф (Daniel L. Graf) включает в эту группу и виды рода Anemina, рассматривая как вид Anodonta woodiana Graf, 2007. Видовое название Sinanodonta woodiana употребляется для европейских популяций в широком смысле.
Согласно докладу FAO в 2019 году произведено 57 658 тонн моллюсков вида Sinanodonta woodiana.